# Samuel Halpert
Samuel Halpert  (ur. 25 grudnia 1884 w Białymstoku, zm. 5 kwietnia 1930 w Detroit) – malarz amerykański żydowskiego pochodzenia, jeden z pionierów modernizmu w Stanach Zjednoczonych.

## Życiorys
Halpert urodził się 25 grudnia 1884 roku w Białymstoku, w ówczesnym Imperium Rosyjskim. W 1889 roku wyemigrował wraz z rodziną do Nowego Jorku. Wychowywał się w Lower East Side, wśród żydowskich emigrantów z Europy Wschodniej. W 1899 roku rozpoczął trwającą trzy lata naukę w National Academy of Design. Następnie wyjechał na kilka lat do Paryża, gdzie studiował w École des Beaux-Arts. Zainteresował się wówczas sztuką nowoczesną. Po 1903 roku rozpoczął wystawianie swoich prac w paryskim Salonie. W 1911 roku został członkiem Stowarzyszenia Salonu Jesiennego. W 1912 roku powrócił do Stanów Zjednoczonych, ale później nadal odbywał podróże do Europy. W 1913 roku wziął udział w wystawie Armory Show, na której zaprezentował dwie swoje prace. W 1914 roku miał swoją pierwszą indywidualną wystawę w Charles Daniel Gallery. W tym samym roku powrócił do Paryża. Zaprzyjaźnił się z Maxem Weberem, Robertem Delaunayem i Sonią Delaunay, odbywając razem z nimi podróże. W 1917 roku poznał Edith Gregor, z którą ożenił się rok później. W 1924 roku w ich związek małżeński wkradł się kryzys. Halpert zaczął cierpieć na dolegliwości natury psychicznej, wywołane przypuszczalnie lepszą pozycją materialną żony. Psychoanalityk doradził jej, żeby zrezygnowała ze swej pracy, co też uczyniła. Chcąc ratować męża i małżeństwo wyjechała z nim na 4 miesiące do Paryża. Podczas pobytu w tym mieście Halpertowie zawarli znajomość z Claude’em Monetem i Gertrude Stein. W 1926 roku Edith Gregor Halpert założyła w Nowym Jorku Our Gallery, przekształconą później w Downtown Gallery. W 1927 roku Halpert przeniósł się do Detroit, aby wykładać w miejscowej Society Arts and Crafts. Jego żona pozostała w Nowym Jorku. W tym samym roku w Detroit Institute of Arts miał swoją pierwszą retrospektywną wystawę. W Detroit pozostał do końca życia wykładając w Society Arts and Crafts. W 1928 roku miał pierwszą indywidualną wystawę w Downtown Gallery. W listopadzie 1929 roku wystąpił o rozwód, który został orzeczony w marcu 1930 roku. Miesiąc później Halpert zmarł. Pomimo rozwodu Edith Gregor Halpert kontynuowała wystawianie i sprzedaż jego prac w swojej galerii. W czasie jego śmierci zorganizowała retrospektywną wystawę jego prac w Albright-Knox Art Gallery w Buffalo, powtórzoną w roku następnym jako wystawa wspomnieniowa.
Halpert był członkiem New Society of Artists oraz wiceprzewodniczącym i dyrektorem Society of Independent Artists.

## Twórczość
Halpert początkowo tworzył pod wpływem pod wpływem fowistów. Wpływ na jego twórczość wywarli Paul Cézanne i Henri Matisse. Halpert malował widoki miast, martwe natury, portrety i wnętrza. Jego prace odznaczają się pewnością kompozycyjną, biegłością techniczną i ekspresyjnym ciepłem. Po 1919 roku twórczość artysty zaczęła zatracać cechy modernistyczne, stając się coraz bardziej akademicką. Większość jego płócien to widoki Paryża (Sekwana, Tuileries) i Nowego Jorku (Brooklyn Bridge, Bryant Park, Washington Square Park), miast, w których spędził większą część swego życia.

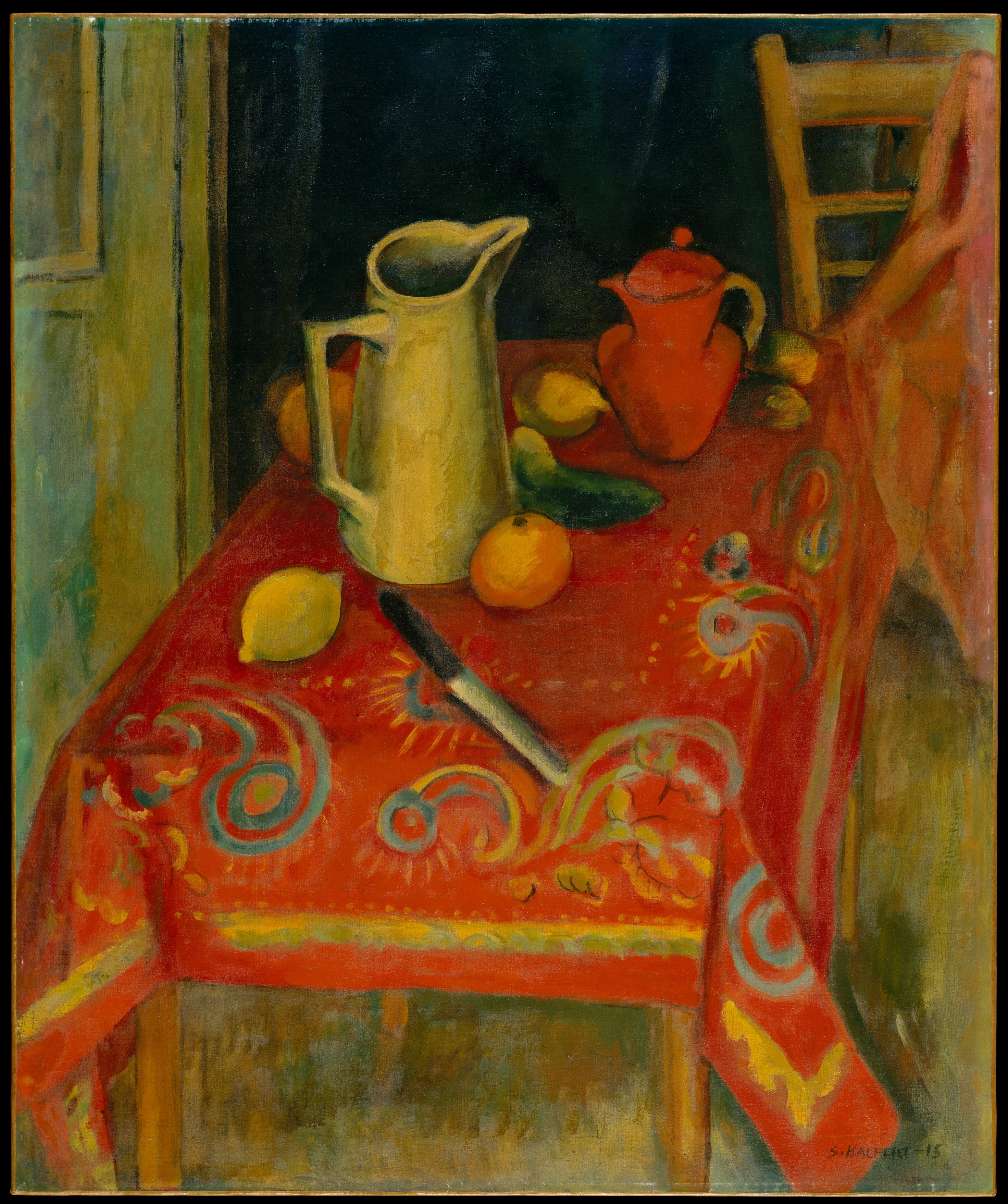
Stół z czerwonym obrusem, 1915, Metropolitan Museum of Art
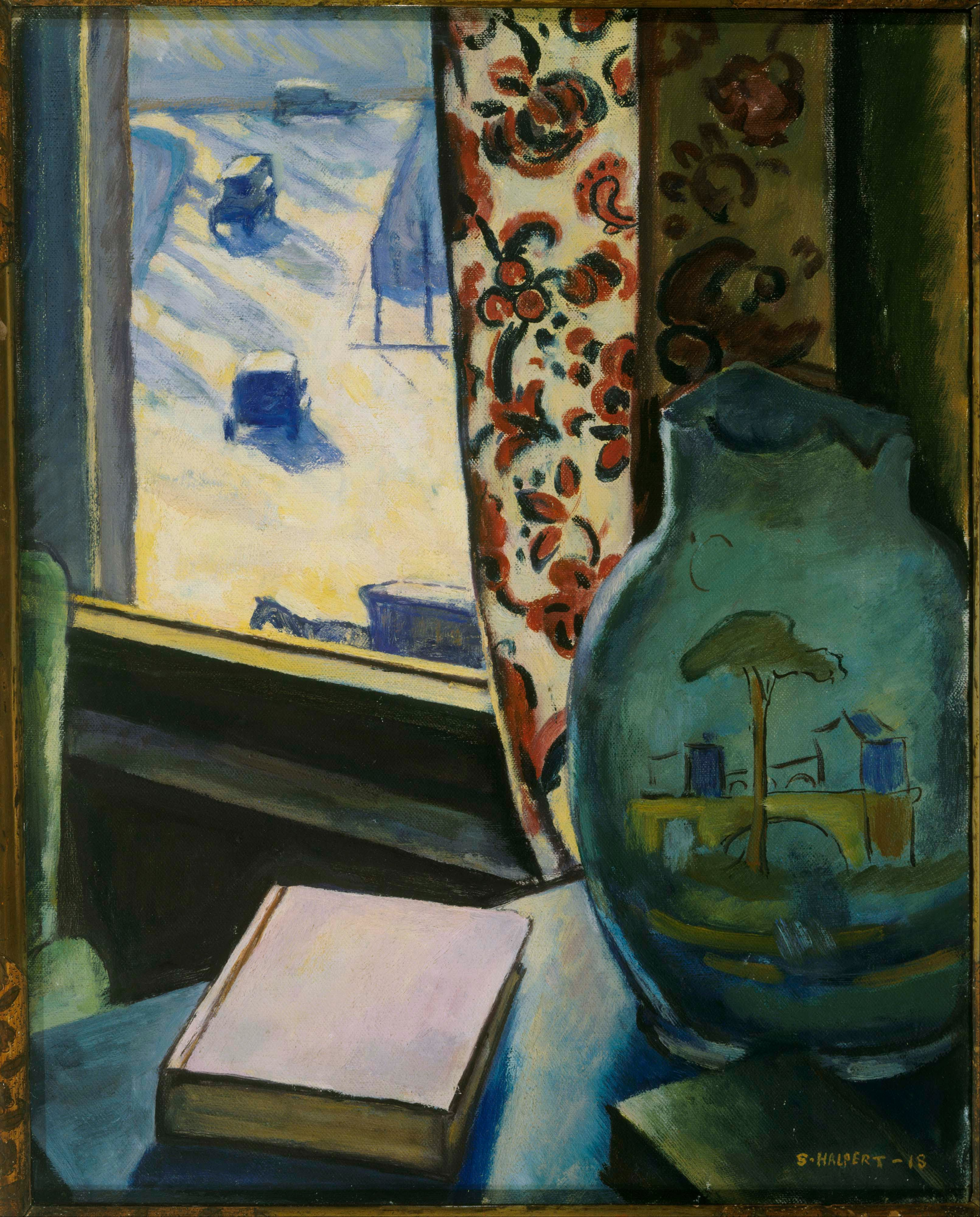
Przez okno, 1918, Phillips Collection
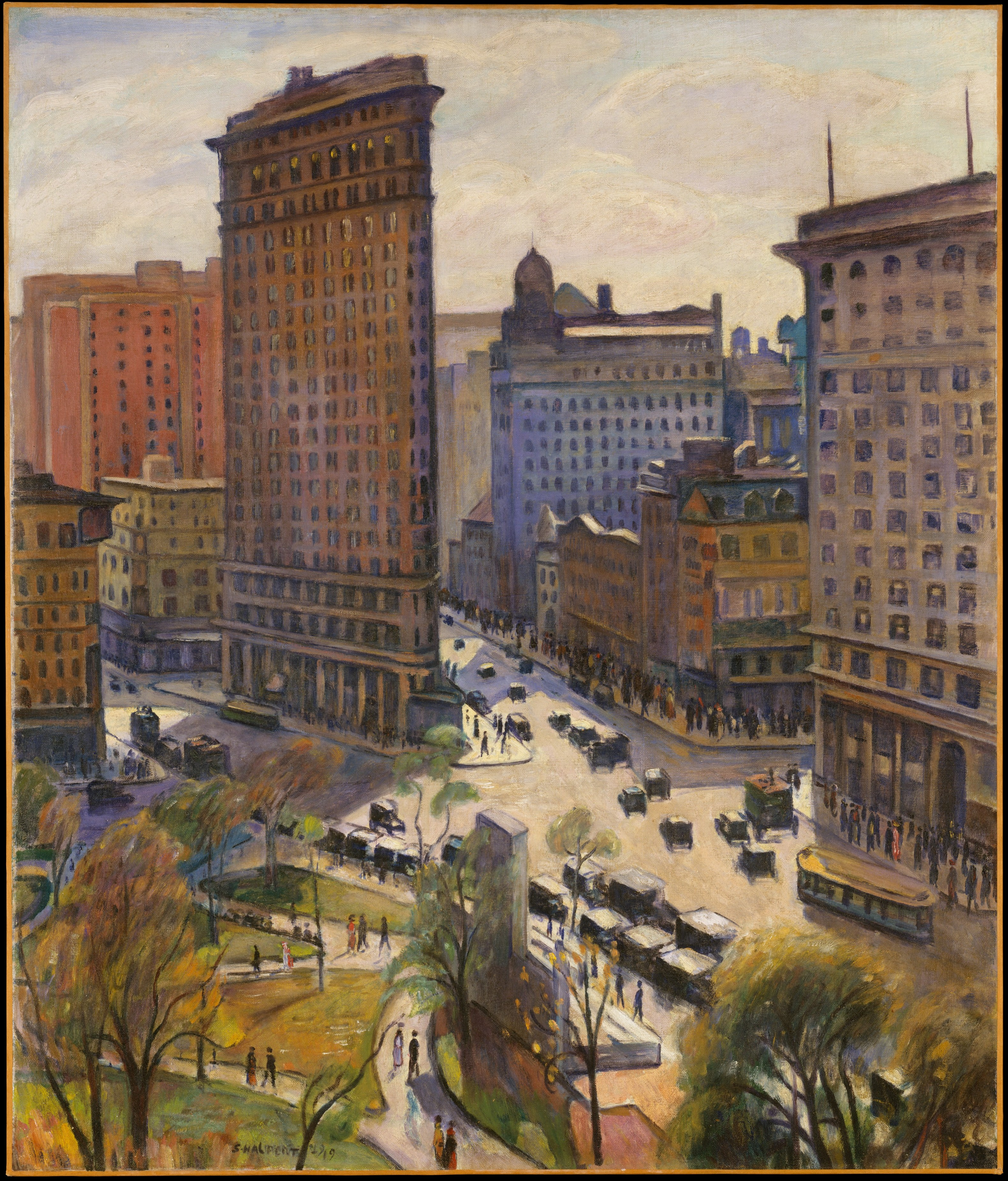
Flatiron Building, 1919, Metropolitan Museum of Art
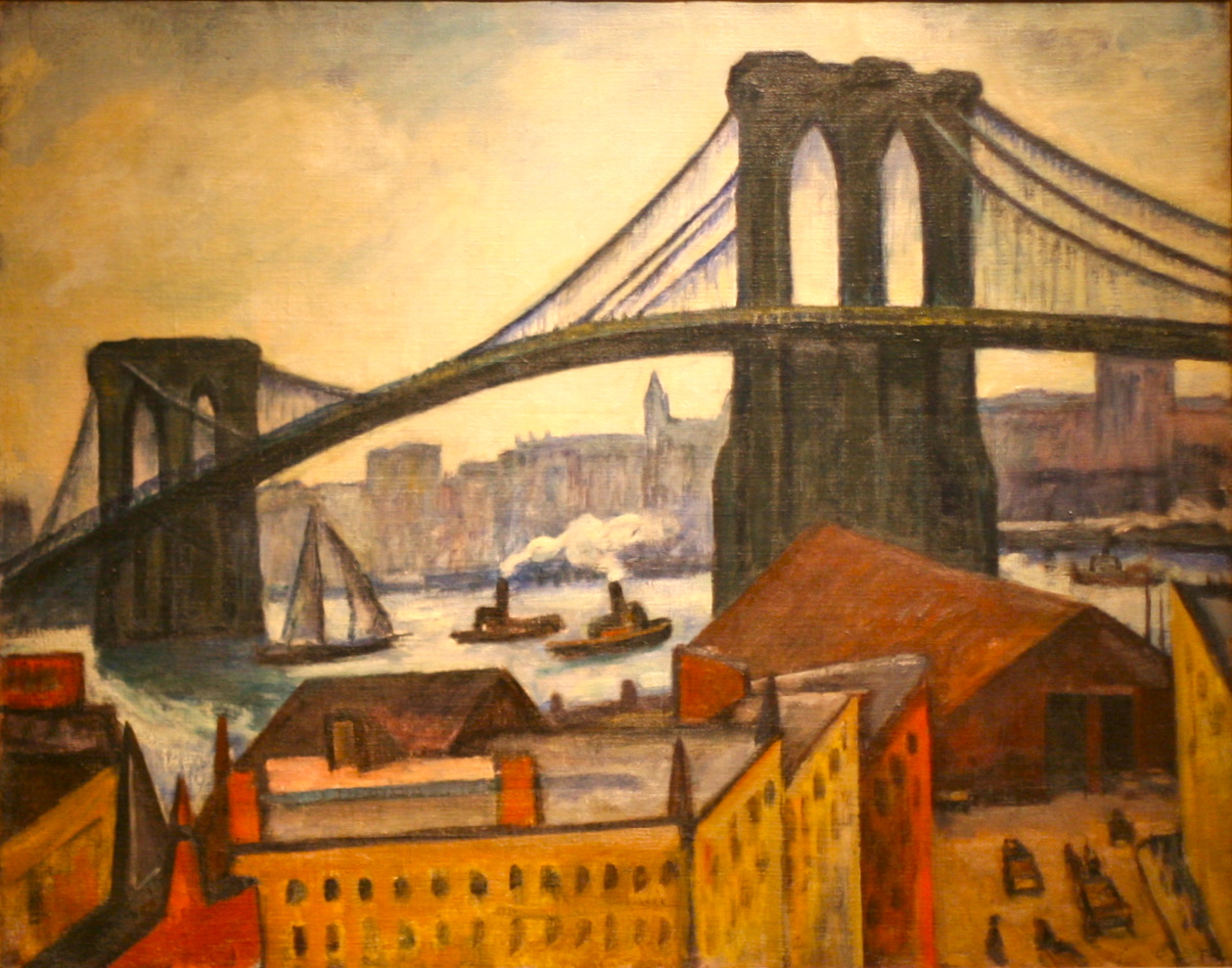
Widok na Brooklyn Bridge, po 1920, Brooklyn Museum
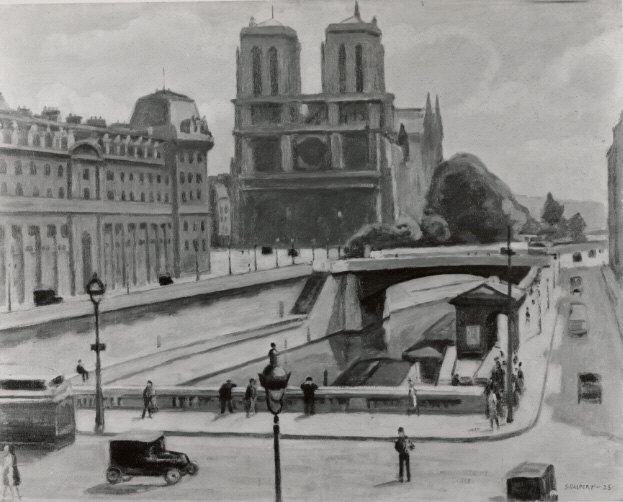
Notre-Dame, 1925, Metropolitan Museum of Art